# لیگ فوتبال ۸۹–۱۸۸۸
لیگ فوتبال ۱۸۸۹-۱۸۸۸ نخستین دوره لیگ فوتبال انگلستان بود که بین پاییز ۱۸۸۸ تا بهار ۱۸۸۹ برگزار شد. این مسابقات نخستین لیگ فوتبال ملی جهان محسوب می‌شود.
۱۲ عضو اصلی باشگاه‌های استوک سیتی، استون ویلا، آکرینگتون، اورتون، برنلی، بلکبرن روورز، بولتون واندررز، پرستون نورث اند، دربی کانتی، نوتس کانتی، وست برومویچ آلبیون و ولورهمپتون واندررز بودند که موافقت کردند تا بیست و دو مسابقه که در آن‌ها هر تیم میزبان هر یک در یازده تیم دیگر باشد، برگزار کنند. برای پیروزی دو امتیاز و برای تساوی یک امتیاز در نظر گرفته شد. همچنین مقرر شد تیمی که بیشترین امتیاز را کسب کند به عنوان قهرمان انگلستان معرفی شود و تیمی کمترین امتیاز را به دست آورد برای گزینش دوباره برای فصل بعد تلاش کند. پرستون نورث اند بدون شکست قهرمان نخستین لیگ فوتبال جهان شد و تیم استوک سیتی کمترین امتیاز را کسب کرد. همچنین پرستون نورث اند در همین فصل قهرمان جام حذفی فوتبال انگلستان شد و نخستین تیمی لقب گرفت که در یک فصل دو قهرمانی کسب می‌کند.

## جدول لیگ
در آغاز فصل اعلام شد که هر تیمی بیشترین بازی را ببرد قهرمان خواهد شد. پس از گذشت چند هفته به نظر رسید این روش ناعادلانه است زیرا مساوی با شکست تفاوتی نداشت؛ به همین دلیل تصمیم گرفته شد تا برای برد دو و برای مساوی یک امتیاز در نظر گرفته شود. در پایان این تغییر روش باعث تغییر کوچکی در جدول نهایی شد. 

#### جدول نهایی
| رده           | تیم                | بازی        | برد         | تساوی       | باخت            | گ.ز             | گ.خ             | م.گ         | ت.گ         | امتیاز      | صعود یا سقوط        |
| ------------- | ------------------ | ----------- | ----------- | ----------- | --------------- | --------------- | --------------- | ----------- | ----------- | ----------- | ------------------- |
| ۱             | پرستون نورث اند    | ۲۲          | ۱۸          | ۴           | ۰               | ۷۴              | ۱۵              | ۴٫۹۳۳       | ۵۹+         | ۴۰          | قهرمان لیگ و FA کاپ |
| ۲             | استون ویلا         | ۲۲          | ۱۰          | ۰           | ۱               | ۶۱              | ۴۳              | ۱٫۴۱۹       | ۱۸+         | ۲۹          |                     |
| ۳             | ولورهمپتون واندررز | ۲۲          | ۸           | ۲           | ۱               | ۵۰              | ۳۷              | ۱٫۳۵۱       | ۱۳+         | ۲۸          |                     |
| ۴             | بلکبرن روورز       | ۲۲          | ۷           | ۴           | ۰               | ۶۶              | ۴۵              | ۱٫۴۶۷       | ۲۱+         | ۲۶          |                     |
| ۵             | بولتون واندررز     | ۲۲          | ۶           | ۰           | ۵               | ۶۳              | ۵۹              | ۱٫۰۶۸       | ۴+          | ۲۲          |                     |
| ۶             | وست برومویچ آلبیون | ۲۲          | ۶           | ۲           | ۳               | ۴۰              | ۴۶              | ۰٫۸۷۰       | ۶–          | ۲۲          |                     |
| ۷             | آکرینگتون          | ۲۲          | ۵           | ۳           | ۳               | ۴۸              | ۴۸              | ۱٫۰۰۰       | ±۰          | ۲۰          |                     |
| ۸             | اورتون             | ۲۲          | ۸           | ۰           | ۳               | ۳۵              | ۴۶              | ۰٫۷۶۱       | ۱۱–         | ۲۰          |                     |
| ۹             | برنلی              | ۲۲          | ۶           | ۳           | ۲               | ۴۲              | ۶۲              | ۰٫۶۷۷       | ۲۰–         | ۱۷          | انتخاب مجدد         |
| ۱۰            | دربی کانتی         | ۲۲          | ۵           | ۱           | ۵               | ۴۱              | ۶۱              | ۰٫۶۷۲       | ۲۰–         | ۱۶          | انتخاب مجدد         |
| ۱۱            | نوتس کانتی         | ۲۲          | ۴           | ۲           | ۵               | ۴۰              | ۷۳              | ۰٫۵۴۸       | ۳۳–         | ۱۲          | انتخاب مجدد         |
| ۱۲            | استوک سیتی         | ۲۲          | ۳           | ۴           | ۴               | ۲۶              | ۵۱              | ۰٫۵۱۰       | ۲۵–         | ۱۲          | انتخاب مجدد         |
| منبع:         | منبع:              | [ ۲ ] [ ۳ ] | [ ۲ ] [ ۳ ] | [ ۲ ] [ ۳ ] | [ ۲ ] [ ۳ ]     | [ ۲ ] [ ۳ ]     | [ ۲ ] [ ۳ ]     | [ ۲ ] [ ۳ ] | [ ۲ ] [ ۳ ] | [ ۲ ] [ ۳ ] | [ ۲ ] [ ۳ ]         |
| راهنمای جدول: | راهنمای جدول:      | قهرمان لیگ  | قهرمان لیگ  | قهرمان لیگ  | قهرمان جام حذفی | قهرمان جام حذفی | قهرمان جام حذفی | انتخاب مجدد | انتخاب مجدد | انتخاب مجدد | عدم انتخاب مجدد     |

| رده | تیم                | بازی | برد | تساوی | باخت | گ.ز | گ.خ | ت.گ | امتیاز |
| --- | ------------------ | ---- | --- | ----- | ---- | --- | --- | --- | ------ |
| ۱   | پرستون نورث اند    | ۱۱   | ۱۰  | ۱     | ۰    | ۳۹  | ۷   | ۳۲+ | ۲۱     |
| ۲   | استون ویلا         | ۱۱   | ۱۰  | ۰     | ۱    | ۴۴  | ۱۶  | ۲۸+ | ۲۰     |
| ۳   | بلکبرن روورز       | ۱۱   | ۷   | ۴     | ۰    | ۴۴  | ۲۲  | ۲۲+ | ۱۸     |
| ۴   | ولورهمپتون واندررز | ۱۱   | ۸   | ۲     | ۱    | ۳۰  | ۱۴  | ۱۶+ | ۱۸     |
| ۵   | اورتون             | ۱۱   | ۸   | ۰     | ۳    | ۲۴  | ۱۷  | ۷+  | ۱۶     |
| ۶   | برنلی              | ۱۱   | ۶   | ۳     | ۲    | ۲۱  | ۱۹  | ۲+  | ۱۵     |
| ۷   | وست برومویچ آلبیون | ۱۱   | ۶   | ۲     | ۳    | ۲۵  | ۲۴  | ۱+  | ۱۴     |
| ۸   | آکرینگتون          | ۱۱   | ۵   | ۳     | ۳    | ۲۶  | ۱۷  | ۹+  | ۱۳     |
| ۹   | بولتون واندررز     | ۱۱   | ۶   | ۰     | ۵    | ۳۵  | ۳۰  | ۵+  | ۱۲     |
| ۱۰  | دربی کانتی         | ۱۱   | ۵   | ۱     | ۵    | ۲۲  | ۲۰  | ۲+  | ۱۱     |
| ۱۱  | نوتس کانتی         | ۱۱   | ۴   | ۲     | ۵    | ۲۵  | ۳۲  | ۷–  | ۱۰     |
| ۱۲  | استوک سیتی         | ۱۱   | ۳   | ۴     | ۴    | ۱۵  | ۱۸  | ۳–  | ۱۰     |

| رده | تیم                | بازی | برد | تساوی | باخت | گ.ز | گ.خ | ت.گ | امتیاز |
| --- | ------------------ | ---- | --- | ----- | ---- | --- | --- | --- | ------ |
| ۱   | پرستون نورث اند    | ۱۱   | ۸   | ۳     | ۰    | ۳۵  | ۸   | ۲۷+ | ۱۹     |
| ۲   | بولتون واندررز     | ۱۱   | ۴   | ۲     | ۵    | ۲۸  | ۲۹  | ۱–  | ۱۰     |
| ۳   | ولورهمپتون واندررز | ۱۱   | ۴   | ۲     | ۵    | ۲۰  | ۲۳  | ۳–  | ۱۰     |
| ۴   | استون ویلا         | ۱۱   | ۲   | ۵     | ۴    | ۱۷  | ۲۷  | ۱۰– | ۹      |
| ۵   | بلکبرن روورز       | ۱۱   | ۳   | ۲     | ۶    | ۲۲  | ۲۳  | ۱–  | ۸      |
| ۶   | وست برومویچ آلبیون | ۱۱   | ۴   | ۰     | ۷    | ۱۵  | ۲۲  | ۷–  | ۸      |
| ۷   | آکرینگتون          | ۱۱   | ۱   | ۵     | ۵    | ۲۲  | ۳۱  | ۹–  | ۷      |
| ۸   | دربی کانتی         | ۱۱   | ۲   | ۱     | ۸    | ۱۹  | ۴۱  | ۲۲– | ۵      |
| ۹   | اورتون             | ۱۱   | ۱   | ۲     | ۸    | ۱۱  | ۲۹  | ۱۸– | ۴      |
| ۱۰  | برنلی              | ۱۱   | ۱   | ۰     | ۱۰   | ۲۱  | ۴۳  | ۲۲– | ۲      |
| ۱۱  | نوتس کانتی         | ۱۱   | ۱   | ۰     | ۱۰   | ۱۵  | ۴۱  | ۳۶– | ۲      |
| ۱۲  | استوک سیتی         | ۱۱   | ۱   | ۰     | ۱۰   | ۱۱  | ۳۳  | ۲۲– | ۲      |

## نتایج
| ميزبان / ميهمان۱   | آکر | است | بلک | بول | برن | درب | اور | نوت | پرس | اسک | وست | ولو |
| آکرینگتون          |     | ۱–۱ | ۰–۲ | ۲–۳ | ۵–۱ | ۶–۲ | ۳–۱ | ۱–۲ | ۰–۰ | ۲–۰ | ۲–۱ | ۴–۴ |
| استون ویلا         | ۴–۳ |     | ۶–۱ | ۶–۲ | ۴–۲ | ۴–۲ | ۲–۱ | ۹–۱ | ۰–۲ | ۵–۱ | ۲–۰ | ۲–۱ |
| بلکبرن راورز       | ۵–۵ | ۵–۱ |     | ۴–۴ | ۴–۲ | ۳–۰ | ۳–۰ | ۵–۲ | ۲–۲ | ۵–۲ | ۶–۲ | ۲–۲ |
| بولتون واندررز     | ۴–۱ | ۲–۳ | ۳–۲ |     | ۳–۴ | ۳–۶ | ۶–۲ | ۷–۳ | ۲–۵ | ۲–۱ | ۱–۲ | ۲–۱ |
| برنلی              | ۲–۲ | ۴–۰ | ۱–۷ | ۴–۱ |     | ۱–۰ | ۲–۲ | ۱–۰ | ۲–۲ | ۲–۱ | ۲–۰ | ۰–۴ |
| دربی کانتی         | ۱–۱ | ۵–۲ | ۰–۲ | ۲–۳ | ۱–۰ |     | ۲–۴ | ۳–۲ | ۲–۳ | ۲–۱ | ۱–۲ | ۳–۰ |
| اورتون             | ۲–۱ | ۲–۰ | ۳–۱ | ۲–۱ | ۳–۲ | ۶–۲ |     | ۲–۱ | ۰–۲ | ۲–۱ | ۱–۴ | ۱–۲ |
| نوتس کانتی         | ۳–۳ | ۲–۴ | ۳–۳ | ۰–۴ | ۶–۱ | ۳–۵ | ۳–۱ |     | ۰–۷ | ۰–۳ | ۲–۱ | ۳–۰ |
| پرستون نورث اند    | ۲–۰ | ۱–۱ | ۱–۰ | ۳–۱ | ۵–۲ | ۵–۰ | ۳–۰ | ۴–۱ |     | ۷–۰ | ۳–۰ | ۵–۲ |
| استوک سیتی         | ۲–۴ | ۱–۱ | ۲–۱ | ۲–۲ | ۴–۳ | ۱–۱ | ۰–۰ | ۳–۰ | ۰–۳ |     | ۰–۲ | ۰–۱ |
| وست برومویچ آلبیون | ۲–۲ | ۳–۳ | ۲–۱ | ۱–۵ | ۴–۳ | ۵–۰ | ۱–۰ | ۴–۲ | ۰–۵ | ۲–۰ |     | ۱–۳ |
| ولورهمپتون واندررز | ۴–۰ | ۱–۱ | ۲–۲ | ۳–۲ | ۴–۱ | ۴–۱ | ۴–۰ | ۲–۱ | ۰–۴ | ۴–۱ | ۲–۱ |     |

منبع: 
۱تیمهای میزبان در جدول عمودی و میهمان در جدول افقی.
رنگ ها: آبی = برد در خانه خود; زرد = مساوی; قرمز = باخت در خانه خود.

| رده | نام             | تیم                | گل‌ها | بازی | م.گ  |
| --- | --------------- | ------------------ | ---- | ---- | ---- |
| ۱   | جان گودال       | پرستون نورث اند    | ۲۱   | ۲۱   | ۱٫۰۰ |
| ۲   | جیمی روس        | پرستون نورث اند    | ۱۸   | ۲۱   | ۰٫۸۶ |
| ۳   | آلبرت الن       | استون ویلا         | ۱۷   | ۲۱   | ۰٫۸۱ |
| ۴   | جک ساوتورت      | بلکبرن روورز       | ۱۶   | ۲۱   | ۰٫۷۶ |
| ۴   | هری وود         | ولورهمپتون واندررز | ۱۶   | ۱۷   | ۰٫۹۴ |
| ۶   | تامی گرین       | استون ویلا         | ۱۴   | ۲۱   | ۰٫۶۷ |
| ۷   | جیمز بروگان     | بولتون واندررز     | ۱۳   | ۲۲   | ۰٫۵۹ |
| ۷   | دیوید ویر       | بولتون واندررز     | ۱۳   | ۲۲   | ۰٫۵۹ |
| ۹   | فرد دوهورست     | پرستون نورث اند    | ۱۲   | ۱۷   | ۰٫۷۱ |
| ۹   | هری فسیت        | بلکبرن روورز       | ۱۲   | ۱۷   | ۰٫۷۱ |
| ۹   | آلکساندر باربور | آکرینگتون          | ۱۲   | ۱۹   | ۰٫۶۳ |
| ۹   | آلکساندر هیگینز | دربی کانتی         | ۱۲   | ۲۱   | ۰٫۵۷ |
| ۹   | تام پیرسون      | وست برومویچ آلبیون | ۱۲   | ۲۲   | ۰٫۵۵ |

| رتبه | دروازه‌بان  | تیم             | بازی | گل خورده | م.گ.خ |
| ---- | ---------- | --------------- | ---- | -------- | ----- |
| ۱    | جیمز ترینر | پرستون نورث اند | ۲۰   | ۱۳       | ۰٫۶۵  |

## فصل

### شنبه ۸ سپتامبر ۱۸۸۸: روز افتتاحیه
ده تیم از دوازده تیم حاضر در این رقابت، در نخستین هفته از مسابقات در روز شنبه، مصادف با ۸ سپتامبر ۱۸۸۸ شرکت کردند و اگرچه هیچ جدولی از این لیگ در هیچ یک از روزنامه‌های آن زمان منتشر نشده‌است، به نظر می‌رسد وست برومویچ آلبیون اولین صدرنشین جدول لیگ بوده‌است. اما با محاسبات امروزی، دربی کانتی به دلیل تفاضل گل بهتر خود، که ۳+ بعد از بازی اول بود، اولین صدرنشین جدول لیگ بوده‌است. آلبیون در استوک در حضور ۴۵۰۰ تماشاگر با نتیجه ۲–۰ پیروز شد و با میانگین گل بهتر با توجه به کلین شیت در این بازی، بالاتر از پرستون نورث اند، دربی کانتی و اورتون قرار گرفت. میانگین گل زده در هر بازی با تقسیم تعداد گل‌های زده بر تعداد گل‌های خورده حاصل می‌شد و به منظور تعیین جایگاه تیم‌هایی که امتیازات مساوی داشتند استفاده می‌شد. پرستون با نتیجه ۵–۲ برنلی را شکست داد، دربی در بولتون ۶–۳ برنده شد و اورتون با پیروزی ۲–۱ برابر آکرینگتون امتیاز کامل بازی نخست را بدست آورد. تصور می‌شود که اولین گل در تاریخ لیگ توسط گرشوم کاکس، مدافع استون ویلا به ثبت رسیده باشد که در تساوی ۱–۱ برابر ولورهمپتون با گل‌به‌خودی، گل نخست بازی را ثبت کرد. فرد دوهورست بازیکن پرستون دقایقی بعد، اولین گل دروازه حریف را باز کند. با این حال گزارش‌های بعد از بازی در مورد زمان شروع نسبی مسابقات نشان می‌دهد که اکثر بازی‌ها به منظور جمع شدن تماشاگران به تأخیر انداخته می‌شدند. گلی که توسط کنی داونپورت، وینگر تیم انگلیس و بولتون، در دقیقه ۲ بازی مقابل دربی کاونتی قبل از هر گل دیگری به راحتی به ثمر رسید و اکنون به عنوان اولین گل ثبت شده در تاریخ لیگ فوتبال شناخته می‌شود.

### شنبه ۱۵ سپتامبر: پرستون صدرنشین لیگ شد

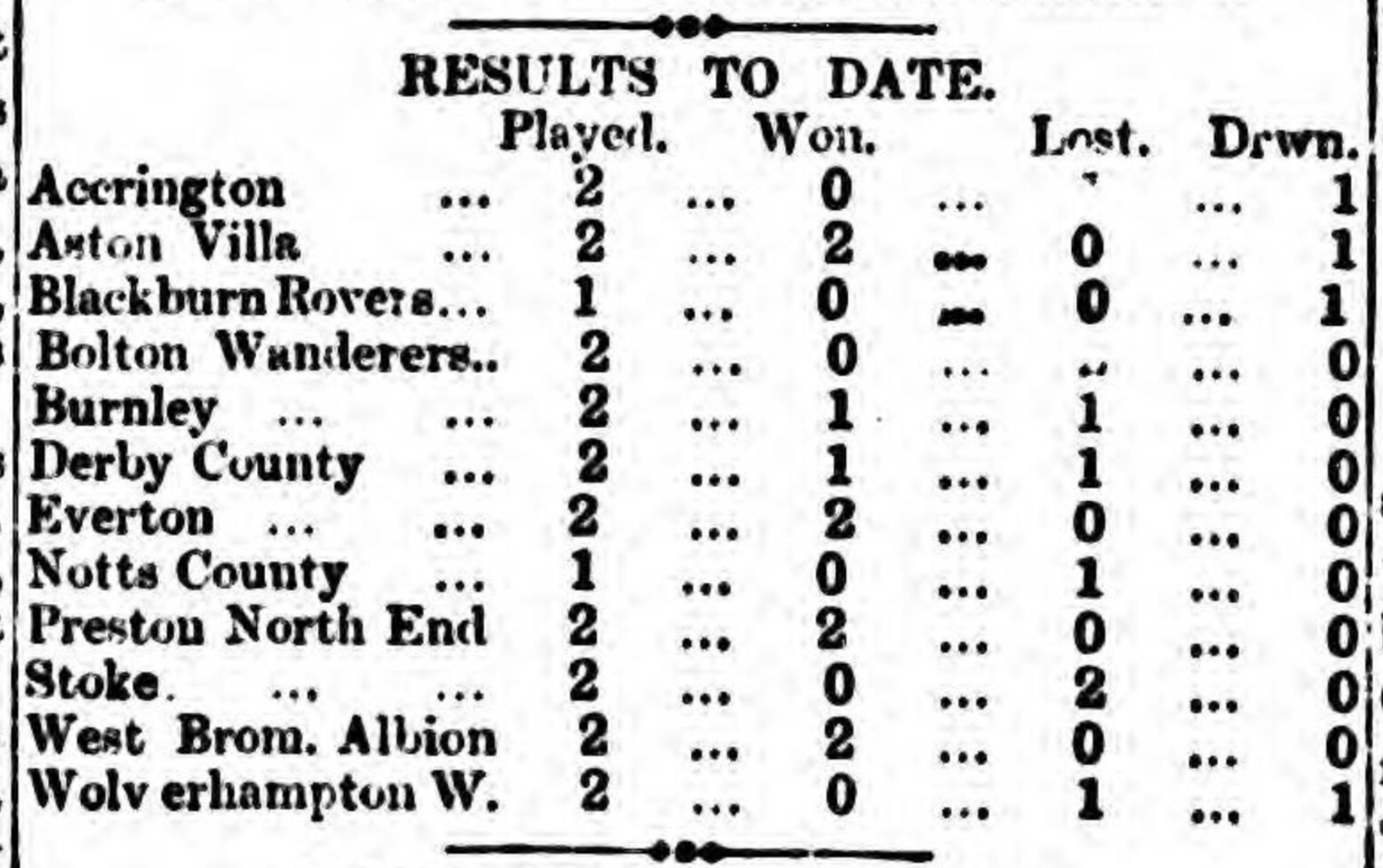
جدول لیگ در ۱۵ سپتامبر در رشته کریکت و فوتبال منتشر شد. از آنجا که سیستم امتیازدهی هنوز مشخص نشده بود، تیم‌ها به ترتیب حروف الفبا لیست شدند.

پرستون نورث اند در دومین بازی خود در شنبه ۱۵ سپتامبر ۱۸۸۸ با گلزنی آرچی گودال در اولین بازی خود برای پرستون برابر ولورهمپتون واندررز با نتیجه ۴–۰ به پیروزی رسید و صدر جدول را از وست برومویچ گرفت. آلبیون نیز ۲–۱ در تقابل با دربی کانتی به پیروزی رسید اما میانگین گل کمتری را در اختیار آنها قرار داد. در کنار این دو تیم، اورتون سومین باشگاهی بود که از دو بازی ابتدایی خود حداکثر امتیاز را کسب کرد. بلکبرن روورز و نوت کانتی هر دو اولین بازی خود را در لیگ فوتبال انجام دادند. روورز توسط آکرینگتون ۵–۵ متوقف شد و نوت کانتی برابر اورتون ۱–۲ شکست خورد.

### شنبه ۲۲ سپتامبر: پرستون تنها تیم با رکورد ۱۰۰٪  پیروزی
شکست ۲–۶ برای وست برومویچ در برابر بلکبرن روورز و شکست ۱–۲ برای اورتون در مقابل استون ویلا باعث شد که پرستون به عنوان تنها تیم با رکورد ۱۰۰٪ پس از سه بازی موفق شود که بولتون واندررز را با نتیجه ۳–۱ در دیپدایل شکست دهد. استوک اولین پیروزی خود در لیگ را با نتیجه ۳-۰ برابر نوتس کانتی، که خود جایگزین استوک در انتهای جدول شد، ثبت کرد. کانتی هر دو بازی ابتدایی خود را از دست داده بود در حالی که بولتون هنوز موفق به کسب امتیاز از سه بازی نشده بود.

### شنبه ۲۹ سپتامبر: پرستون همچنان رکورددار ۱۰۰٪ پیروزی
رکورد ۱۰۰٪ پیروزی در بازی ها برای پرستون با شکست ۳–۲ دربی کانتی حفظ شد در حالیکه در رده دوم استون ویلا رکورد بهترین برد را تا آن زمان با شکست ۹–۱ نوت کانتی ثبت کرد. بولتون در چهارمین بازی خود با شکست ۶–۲ اورتون، اولین پیروزی خود در لیگ را ثبت کرد.

## ترکیب تیم قهرمانپرستون نورث اند
ترکیب تیم قهرمان پرستون نورث اند که به عنوان شکست ناپذیرها شناخته می شدند. در جدول زیر تعداد بازی‌ها و گل‌های هر بازیکن در پرانتز آمده است. (گل‌ها/بازی‌ها) 
| ۱.              | پرستون نورث اند |
| پرستون نورث اند | - بازیکن چند منظوره (از جمله دروازه‌بان) : جرج دراموند (۱۲/۱) - دروازه‌بان‌ها: جیمز ترینر (۲۰/۰)؛ روبرت میلز روبرتس (۲/۰) - مدافعان: رابرت هولمز (۲۲/۰)؛ باب هاوارت (۱۸/۰)؛ ویلی گراهام (۵/۰)؛ ریچارد ویتل (۱/۱)؛ دیوید راسل (۱۸/۰) - بازیکنان میانی: جانی گراهام (۲۲/۰)؛ جک گردن (۲۰/۱۰)؛ سمی تامسون (۱۶/۳)؛ جک ادواردز (۴/۳)؛ - مهاجمان: جان گودال (۲۲/۲۱)؛ جیمی راس (۲۱/۱۸)؛ فرد دوهورست (۱۶/۱۲)؛ جاک انگلیس (۱/۱)؛ آرچیبالد گودآل (۲/۱)؛ سندی روبرتسون (۲۱/۳)؛ |